# サニックス旗福岡国際中学生柔道大会

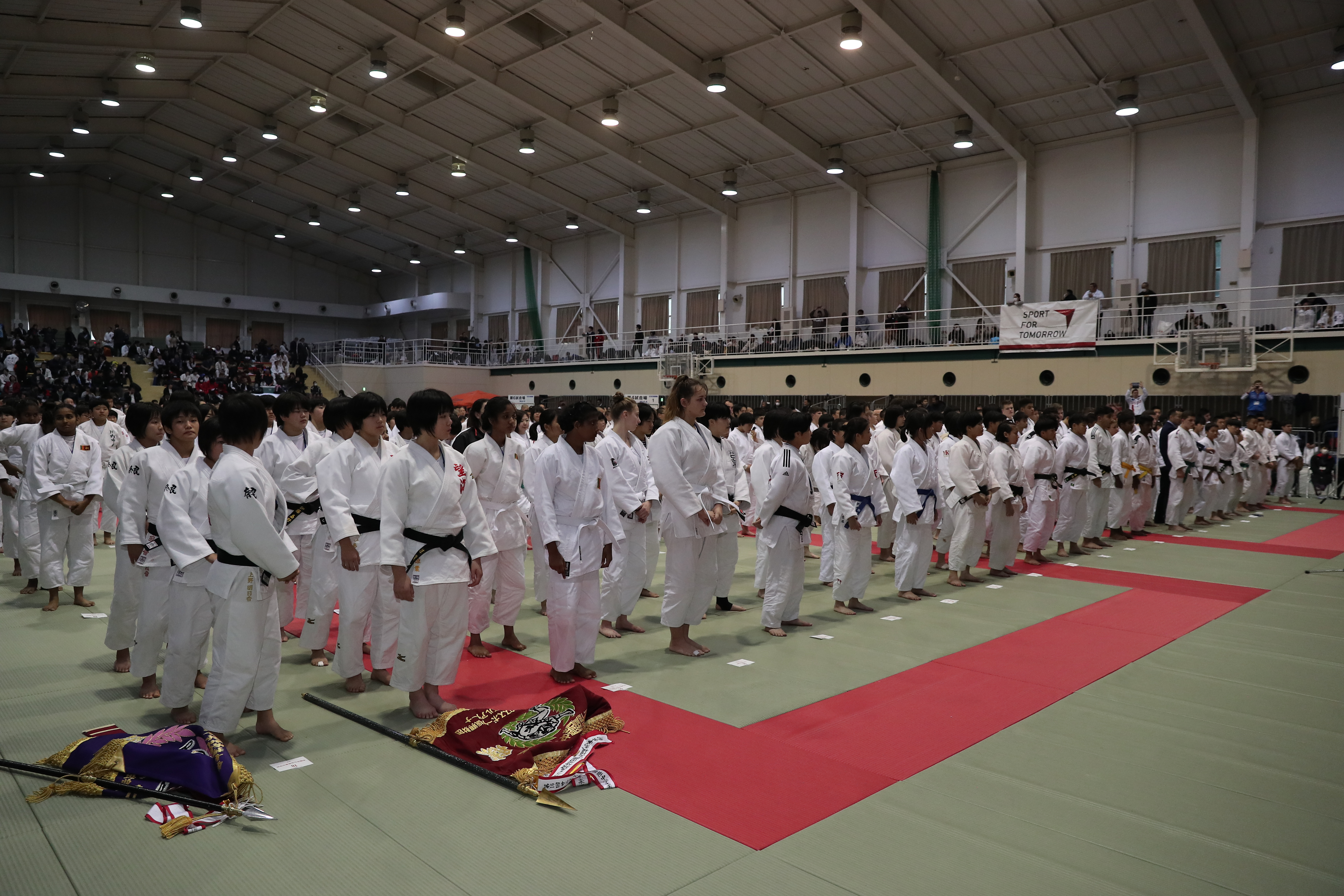
2019サニックス旗福岡国際中学生柔道大会の開会式

サニックス旗福岡国際中学生柔道大会（さにっくすきふくおかこくさいちゅうがくせいじゅうどうたいかい）は、毎年12月に福岡県宗像市のグローバルアリーナで催される、中学生を対象とした柔道の国際大会。九州柔道協会、一般財団法人サニックススポーツ振興財団、西日本新聞社共催。
2020年12月に開催予定だった今大会は、新型コロナウイルスの影響で中止となった。

## 概要
第1回大会が男子チームの出場のみで2003年に開催され、点取り団体戦トーナメントという競技方法で行われる。
初回開催から海外チームの出場を受け入れる当大会は「中学生柔道の普及・発展ならびに競技力の向上を目指すとともに、オリンピック・世界選手権大会等の国際大会で活躍できる競技者や次世代を担う青少年の健全な育成を図り、国際社会に貢献する人材を育てることを目的とし、海外チームとの試合・アトラクションを通じ、青少年たちの文化・国際交流を提供する場とし、グローバルな視野をもつ青少年の育成・自己形成を目指す。」を大会趣旨としている。
第1回大会より海外のチームが参加していて、今まで、アメリカ、ドイツ、韓国、ロシア、香港、南アフリカ、オランダ、エジプト、中国、ラトヴィア、台湾、イスラエル、パレスティナ、オーストラリア、アラブ首長国連邦、モンゴル、スリランカ、シンガポール、ブルガリア、ルーマニア、マカオ、チェチェン共和国とスロヴェニアの男女チームが出場している。
第10回記念大会より女子チームの競技も始まった。それまで女子選手の出場は、男子チームへの編入として認められていた。
男子チームにおいて、大会実行委員会選出校をはじめ、各都道府県柔道連盟より推薦された強豪校に加わり、オープン参加のチームもあり、海外チームを含めて、近年は約90チームが出場。
女子でも全国からの参加があり、海外チームを含めて、約50チームで競技が行われる。 

## 歴代入賞チーム

### 男子
| 回数 | 開催年 | 優勝           | 優勝   | 準優勝                       | 準優勝 | 3位イ                                  | 3位イ            | 3位イ      | 3位イ  |
| ---- | ------ | -------------- | ------ | ---------------------------- | ------ | -------------------------------------- | ---------------- | ---------- | ------ |
| 1    | 2003年 | 韓国中学生選抜 | 韓国   | フランクフルト柔道チーム     | ドイツ | 国士舘                                 | 東京             | 田隈       | 福岡   |
| 2    | 2004年 | 大成           | 愛知   | ムンイル（）                 | 韓国   | サンクトペテルブルクジュニア柔道チーム | ロシア           | 相模       | 神奈川 |
| 3    | 2005年 | 大成(2)        | 愛知   | 田原                         | 福岡   | ケルン柔道クラブ                       | ドイツ           | 静岡学園   | 静岡   |
| 4    | 2006年 | 相原           | 神奈川 | サンクトペテルブルクYawara-M | ロシア | 京仁                                   | 韓国             | 大蔵       | 福岡   |
| 5    | 2007年 | 大成(3)        | 愛知   | 京仁                         | 韓国   | 可部                                   | 広島             | 大刀洗     | 福岡   |
| 6    | 2008年 | 小野           | 兵庫   | 大成                         | 愛知い | 静岡学園                               | 静岡             | 相原       | 神奈川 |
| 7    | 2009年 | 国士舘         | 東京   | 東海大相模                   | 神奈川 | 韓国柔道クラブ                         | 韓国             | 大刀洗     | 福岡   |
| 8    | 2010年 | 東海大相模     | 神奈川 | 国士舘                       | 東京   | 大蔵                                   | 福岡             | ボムゲ（） | 韓国   |
| 9    | 2011年 | 小野(2)        | 兵庫   | 国士舘                       | 東京   | 大成                                   | 愛知い           | 大蔵       | 福岡   |
| 10   | 2012年 | 田主丸         | 福岡   | 東海大相模                   | 神奈川 | 国士舘                                 | 東京             | 埼玉栄     | 埼玉   |
| 11   | 2013年 | 姫路灘         | 兵庫   | 大蔵                         | 福岡   | 東海大相模                             | 神奈川           | 圓光       | 韓国   |
| 12   | 2014年 | 姫路灘(2)      | 兵庫   | 大成)                        | 愛知   | 国士舘                                 | 東京             | 埼玉栄     | 埼玉   |
| 13   | 2015年 | 国士舘(2)      | 東京   | 大蔵                         | 福岡   | 東海大相模                             | 神奈川           | 埼玉栄     | 埼玉   |
| 14   | 2016年 | 大蔵           | 福岡   | 曽根                         | 福岡   | 江蘇省柔道                             | 中国             | 白銀       | 福岡   |
| 15   | 2017年 | 国士舘(3)      | 東京   | 大成                         | 愛知   | 大蔵                                   | 福岡             | 天理       | 奈良   |
| 16   | 2018年 | 望海           | 兵庫   | 東海大相模                   | 神奈川 | エーデルワイス柔道クラブ               | チェチェン共和国 | 大成       | 愛知   |
| 17   | 2019年 | 国士舘(4)      | 東京   | 大成                         | 愛知   | 埼玉栄                                 | 埼玉             | 東海大相模 | 神奈川 |

### 女子
| 回数 | 開催年   | 優勝      | 優勝 | 準優勝 | 準優勝 | 3位            | 3位    | 3位            | 3位  |
| ---- | -------- | --------- | ---- | ------ | ------ | -------------- | ------ | -------------- | ---- |
| 1    | 2012年０ | 大成      | 愛知 | 広陵   | 奈良   | 沖学園         | 福岡   | 福井工業大福井 | 福井 |
| 2    | 2013年   | 田主丸    | 福岡 | 広陵   | 奈良   | 埼玉栄         | 埼玉   | 沖学園         | 福岡 |
| 3    | 2014年   | 田主丸(2) | 福岡 | 沖学園 | 福岡   | 福井工業大福井 | 福井   | 小野           | 兵庫 |
| 4    | 2015年   | 広陵      | 奈良 | 田主丸 | 福岡   | 茅ヶ崎第一     | 神奈川 | 福井工業大福井 | 福井 |
| 5    | 2016年   | 広陵(2)   | 奈良 | 田主丸 | 福岡   | 福岡           | 福岡   | 東松山北       | 埼玉 |
| 6    | 2017年   | 広陵(3)   | 奈良 | 武雄   | 佐賀   | 金目           | 神奈川 | 静岡翔洋       | 静岡 |
| 7    | 2018年   | 五條東    | 奈良 | 田島   | 埼玉   | 簑島           | 和歌山 | 敬愛           | 福岡 |
| 8    | 2019年   | 田島      | 埼玉 | 敬愛   | 福岡   | 沖学園         | 福岡   | 夜須           | 福岡 |